# 島崎村 (新潟県三島郡)
島崎村（しまざきむら）は、かつて新潟県三島郡にあった村。

## 沿革
- 1889年（明治22年）4月1日 - 町村制施行に伴い三島郡東島崎村が村制施行し、島崎村が発足。
- 1901年（明治34年）11月1日 - 三島郡桐原村と合併し、桐島村となり消滅。